# Зуево (Лужский район)
Зу́ево — деревня в Ретюнском сельском поселении Лужского района Ленинградской области.

## История

### XIX век — начало XX века
Деревня Зуева обозначена на карте Санкт-Петербургской губернии Ф. Ф. Шуберта 1834 года.

ЗУЕВО — деревня принадлежит ротмистру Ивану Неплюеву, число жителей по ревизии: 34 м. п., 37 ж. п. (1838 год)

Как деревня Зуева она отмечена на карте профессора С. С. Куторги 1852 года.

ЗУЕВО — деревня господ Неплюевых, по просёлочной дороге, число дворов — 16, число душ — 34 м. п. (1856 год)
(1862 год)

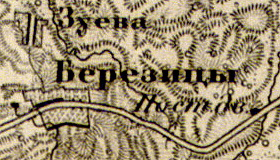
Деревня Зуево на карте 1863 года

Согласно карте из «Исторического атласа Санкт-Петербургской Губернии» 1863 года деревня называлась Зуева.
В 1870—1871 годах временнообязанные крестьяне деревни выкупили свои земельные наделы у Н. И. Нелюева и стали собственниками земли.
В XIX веке деревня административно относилась ко 2-му стану Лужского уезда Санкт-Петербургской губернии, в начале XX века — к Поддубской волости 4-го земского участка 4-го стана.
По данным «Памятной книжки Санкт-Петербургской губернии» за 1905 год деревня Зуево входила в Березицкое сельское общество.

### 1917—1991 годы

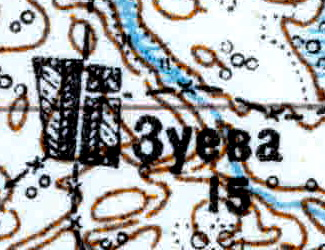
Деревня Зуево карте 1926 года

Согласно топографической карте 1926 года деревня называлась Зуева и насчитывала 15 крестьянских дворов.
По данным 1933 года деревня Зуево входила в состав Поддубского сельсовета Лужского района.
По данным 1966 года деревня Зуево также входила в состав Поддубского сельсовета.
По данным 1973 года деревня Зуево входила в состав Шильцевского сельсовета.
По данным 1990 года деревня Зуево входила в состав Ретюнского сельсовета.

### 1991 год — настоящее время
В 1997 и 2002 годах в деревне Зуево Ретюнской волости не было постоянного населения.
В 2007 году в деревне Зуево Ретюнского СП также не было постоянного населения.

## География
Деревня расположена в южной части района к югу от автодороги 41К-668 (Ретюнь — Поддубье) и к северу от автодороги 41К-681 (автодорога Псков — Крени).
Расстояние до административного центра поселения — 16 км.
Расстояние до ближайшей железнодорожной станции Серебрянка — 13 км.
Близ деревни протекает река Рыбинка.

## Демография
| 2007 | 2010 | 2017 |
| ---- | ---- | ---- |
| 0    | ↗4   | ↘0   |

## Улицы
Лесная.